# Ди Наполи, Дженнаро
Дженнаро ди Наполи (итал. Gennaro Di Napoli; род. 5 марта 1968, Неаполь) — итальянский легкоатлет, специалист по бегу на средние и длинные дистанции. Выступал за национальную сборную Италии по лёгкой атлетике в период 1987—2000 годов. Двукратный чемпион мира в помещении, чемпион Европы, победитель Средиземноморских игр, многократный победитель и призёр итальянских национальных первенств, участник трёх летних Олимпийских игр.

## Биография
Дженнаро ди Наполи родился 5 марта 1968 года в Неаполе, Италия. Ещё в юности переехал на постоянное жительство в Ломбардию. Проходил подготовку в клубах G.S. Fiamme Oro и Snam Gas Metano.
Первого серьёзного успеха на международном уровне добился в сезоне 1987 года, когда вошёл в состав итальянской национальной сборной и побывал на чемпионате Европы среди юниоров в Бирмингеме, откуда привёз награду золотого достоинства, выигранную в беге на 1500 метров.
Благодаря череде удачных выступлений удостоился права защищать честь страны на летних Олимпийских играх 1988 года в Сеуле — показал здесь время 3:43,58, расположившись в итоговом протоколе на 21 строке.
В 1990 году стал серебряным призёром европейского первенства в Сплите, уступив на дистанции 1500 метров только представителю ГДР Йенсу-Петеру Херольду.
На чемпионате мира 1991 года в Токио финишировал восьмым, тогда как на Средиземноморских играх в Афинах обогнал всех соперников и завоевал золотую медаль.
В 1992 году в беге на 3000 метров одержал победу на домашнем чемпионате Европы в помещении в Генуе. Находясь в числе лидеров легкоатлетической команды Италии, благополучно прошёл отбор на Олимпийские игры в Барселоне — на сей раз занял в дисциплине 1500 метров 17 место.
После барселонской Олимпиады ди Наполи остался в основном составе итальянской национальной сборной и продолжил принимать участие в крупнейших международных соревнованиях. Так, в 1993 году он выиграл золотую медаль в беге на 3000 метров на мировом первенстве в помещении в Торонто, в то время как на аналогичных соревнованиях на открытом стадионе в Штутгарте показал двенадцатый результат в дисциплине 1500 метров.
На чемпионате Европы 1994 года в Хельсинки финишировал в финале 1500 м девятым.
В 1995 году был лучшим на дистанции 3000 метров на мировом первенстве в помещении в Барселоне, занял 11 место на мировом первенстве в Гётеборге, где выступал в дисциплине 5000 метров.
Представлял страну на Олимпийских играх 1996 года в Атланте, став в беге на 5000 метров двенадцатым.
Впоследствии оставался действующим спортсменом вплоть до 2000 года, хотя на международном уровне больше не показывал сколько-нибудь значимых результатов.